# Enjambre
Un enjambre (del latín ) es un conjunto  de abejas (gramaticalmente, es el número gramatical o colectivo de estos).

## Enjambre de abejas

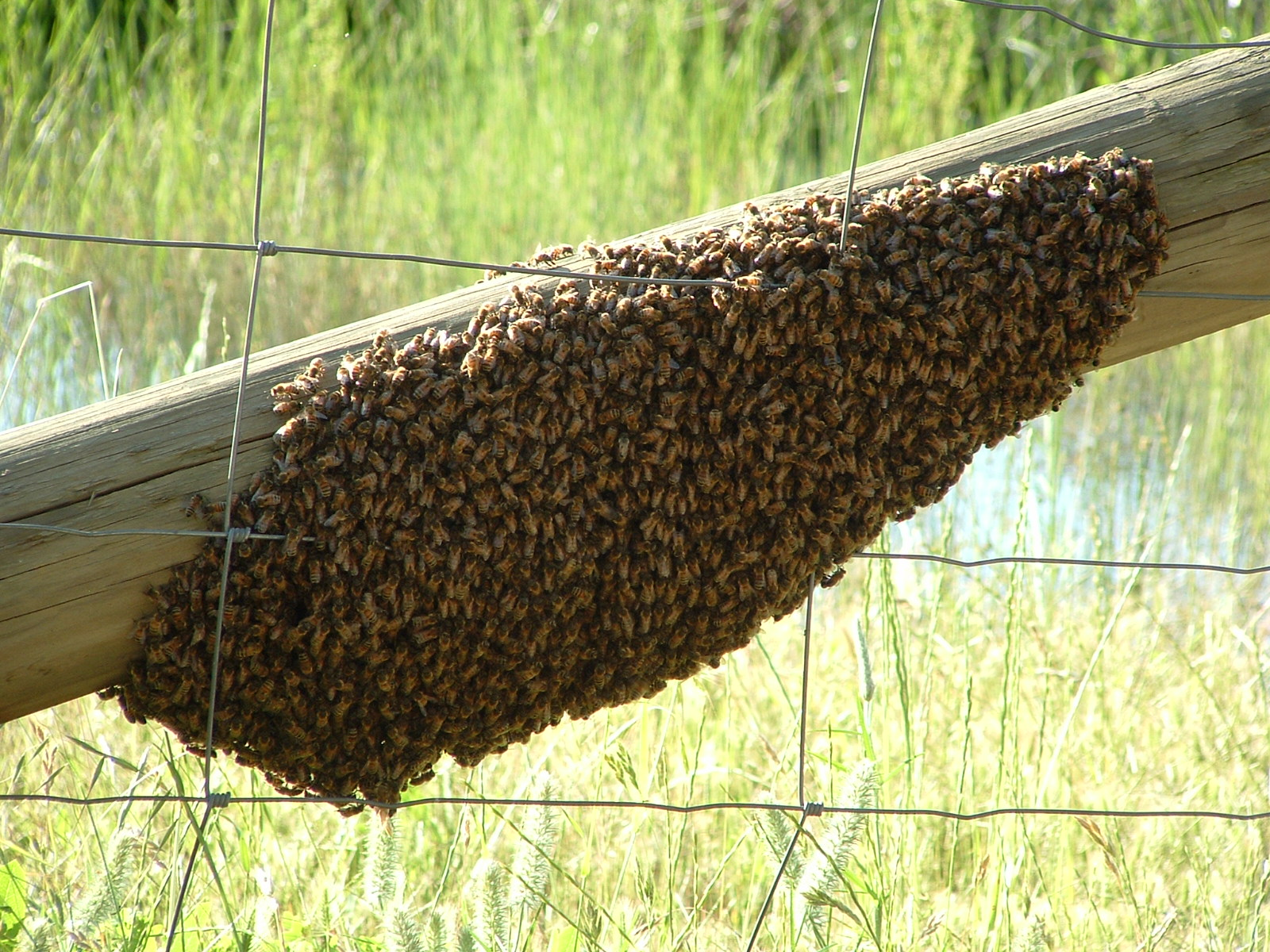
Enjambre de abejas melíferas

En primavera, cuando las colonias de abejas están fuertes y no tienen más espacio para continuar con la reproducción o el acopio de alimentos (miel), tienden a dividirse por un proceso natural que se denomina enjambre. Un porcentaje de la población el cual no está definido por ningún factor como tamaño o raza, acompañada por su reina vieja, deja su colmena para posarse en la rama de un árbol o algún sitio cercano, como rocas o cuevas, hasta que las abejas exploradoras encuentran un lugar donde proseguir el desarrollo de una nueva colonia. Este es el mecanismo natural por el cual se produce la división de la colonia.
Previo al enjambre, las obreras crían nuevas celdas reales, para reemplazar a la reina vieja, y siempre es la reina nueva (recién nacida) la que ocupa el lugar en la colmena original. La nueva reina es fecundada previamente, en los vuelos de fecundación. El comportamiento anterior a la producción de los enjambres suele denominarse fiebre del enjambrazón. Este comportamiento se creía que provenía de un aumento de la temperatura en el nido de cría o colmena, pero son muchos los factores que intervienen.
Cuando las abejas enjambran sin haber preparado una celda real antes, los zánganos se aparean con las obreras buscando mantener la colmena. Sin embargo, esto es en vano ya que la obrera al no haber desarrollado el aparato reproductor no podrá fecundar los huevecillos. Este fenómeno es detectable cuando el apicultor no detecta cría de obreras, pero si hay demasiadas celdas de cría de zángano. Será cuestión de tiempo para que la población desaparezca por completo.
Cuando las abejas abandonan la colmena original, suelen llevarse una porción del néctar que tenían recolectado. Puede suceder que en el trayecto el enjambre se cruce con otro apiario y detecte una colmena en condiciones críticas, entonces el enjambre la invadirá obligando a las abejas que viven ahí a abandonar el lugar.
Se podría decir que no existe forma de predecir si una colmena va a enjambrar, salvo la aparición de celdas reales en los bastidores de la cámara de cría.

## Recolección de enjambres

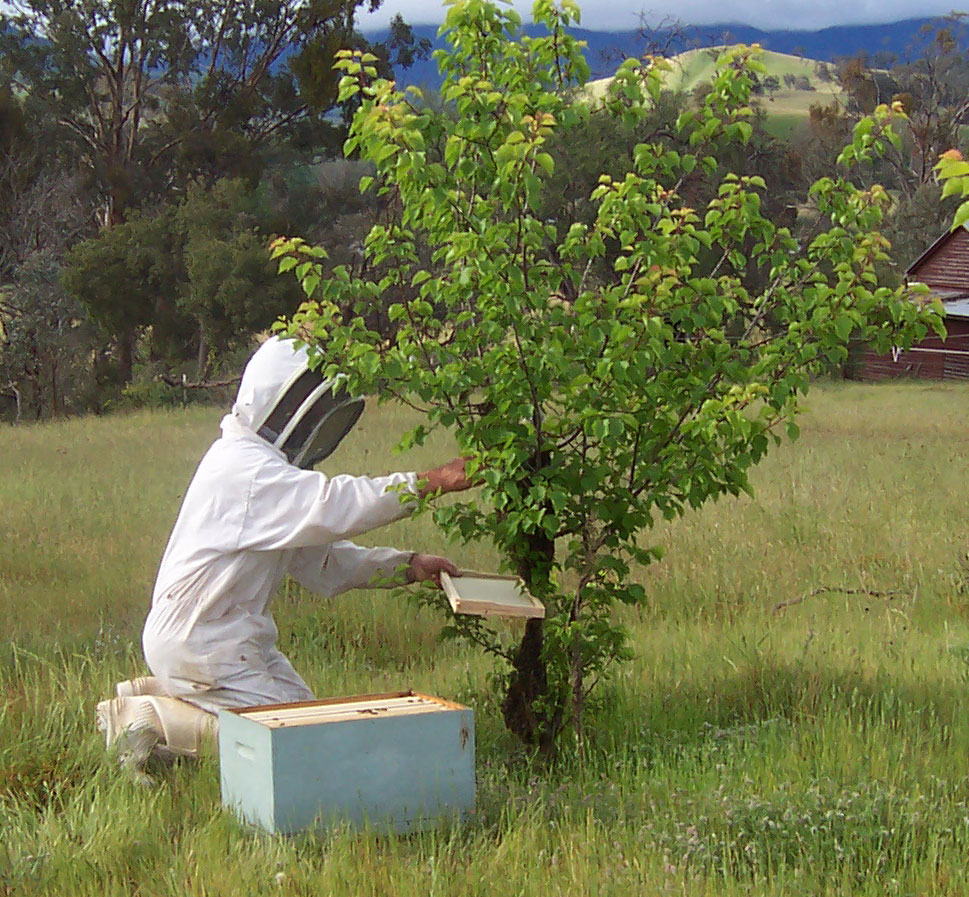
Apicultor colectando un enjambre

Los apicultores cuando ven un enjambre posado en la rama de una planta, rápidamente acuden para capturarlo, el mismo es confinado en un nuclero o una cámara de cría con cuadros de cera labrados, alimentándolo en algunas ocasiones con jarabe de azúcar, dará comienzo a una nueva colonia, y se habrá ganado una colmena.

Los enjambres salen normalmente durante la primavera-verano, cuando la colonia de abejas comienza su crecimiento poblacional y ya no tiene lugar donde criar y acopiar su alimento.

La captura es muy sencilla, de un solo golpe o sacudida el bolo de abejas caerá al interior del recipiente donde las confinamos, colocando este recipiente por un tiempo prudencial en el mismo lugar, las abejas que quedan fuera son llamadas para que entren donde está la abeja reina por una feromona especial que emiten las abejas obreras mediante la glándula de Nasanoff para esto se debe tener en cuenta que las abejas poseen un lenguaje corporal llamado lenguaje de las abejas descubierto en 1919 por Karl von Frisch.

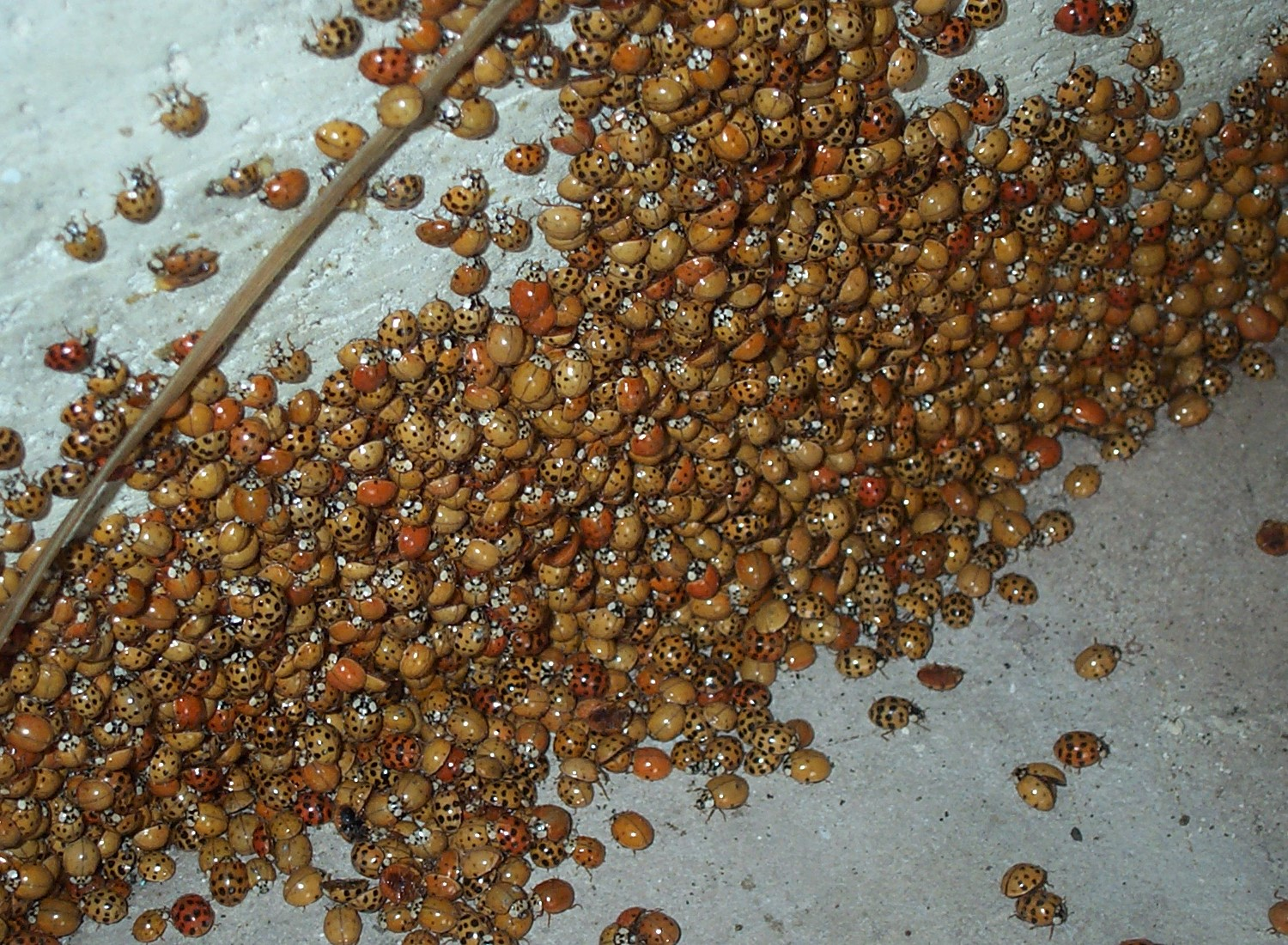
Harmonia axyridis en invierno.

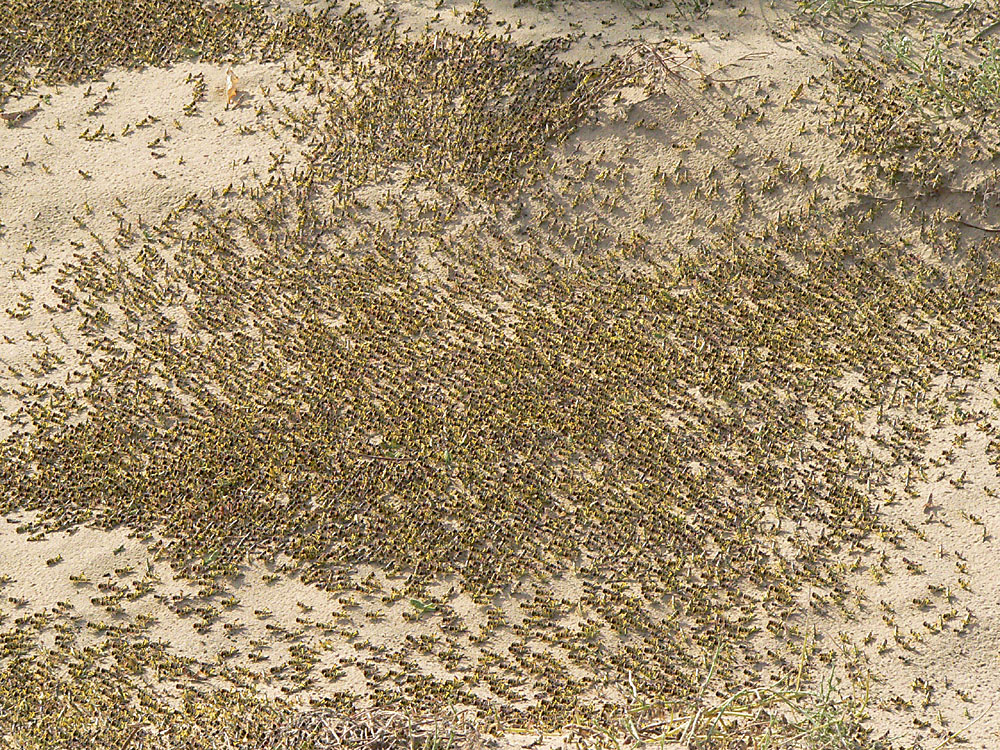
Enjambre de Schistocerca gregaria.

## Otros insectos
Otras especies de insectos forman enjambres de distintos tipos. Los machos de algunos dípteros se congregan y vuelan a la espera de hembras. Especies de efímeras, en que los adultos emergen simultáneamente en grandes números, también se congregan en enjambres. Otros ejemplos son las hormigas de muchas especies, mariposas como la mariposa monarca. Algunos coccinélidos suelen congregarse para pasar el invierno. Varias especies de langostas son capaces de formar inmensos enjambres.